# Tuffi ai Giochi della XXVII Olimpiade - Piattaforma 10 metri sincro femminile

## Medaglie
| Posizione | Atleta                       | Paese     |
| --------- | ---------------------------- | --------- |
| Oro       | Li Na Sang Xue               | Cina      |
| Argento   | Émilie Heymans Anne Montminy | Canada    |
| Bronzo    | Rebecca Gilmore Loudy Tourky | Australia |

## Risultati
| Class   | Atlete                                    | Nazione     | Tuffo 1 | Tuffo 1 | Tuffo 2        | Tuffo 2 | Tuffo 3        | Tuffo 3 | Tuffo 4        | Tuffo 4 | Tuffo 5 | Tuffo 5 | Totale |
| Class   | Atlete                                    | Nazione     | Punti   | Class   | Punti          | Class   | Punti          | Class   | Punti          | Class   | Punti   | Class   | Totale |
| ------- | ----------------------------------------- | ----------- | ------- | ------- | -------------- | ------- | -------------- | ------- | -------------- | ------- | ------- | ------- | ------ |
| Oro     | Li Na Sang Xue                            | Cina        | 55,80   | 1       | 58,20 (114,00) | 1 (1)   | 78,12 (192,12) | 1 (1)   | 81,00 (273,12) | 1 (1)   | 72,00   | 3       | 345,12 |
| Argento | Émilie Heymans Anne Montminy              | Canada      | 53,40   | 2       | 47,40 (100,80) | 6 (6)   | 65,25 (166,05) | 3 (3)   | 71,28 (237,33) | 2 (2)   | 74,70   | 1       | 312,03 |
| Bronzo  | Rebecca Gilmore Loudy Tourky              | Australia   | 49,20   | 6       | 47,40 (96,60)  | 6 (7)   | 63,84 (160,44) | 4 (6)   | 66,36 (226,80) | 3 (4)   | 74,70   | 1       | 301,50 |
| 4       | Marion Reiff Anja Richter-Libiseller      | Austria     | 51,00   | 3       | 50,40 (101,40) | 5 (5)   | 61,32 (162,72) | 6 (5)   | 64,68 (227,40) | 4 (3)   | 66,60   | 5       | 294,00 |
| 5       | Jenny Keim Laura Wilkinson                | Stati Uniti | 49,20   | 6       | 52,80 (102,00) | 2 (3)   | 69,30 (171,30) | 2 (2)   | 55,44 (226,74) | 7 (5)   | 64,68   | 7       | 291,42 |
| 6       | Evgeniya Olshevskaya Svetlana Timoshinina | Russia      | 50,40   | 4       | 51,60 (102,00) | 4 (3)   | 61,32 (163,32) | 6 (4)   | 55,68 (219,00) | 5 (6)   | 69,30   | 4       | 288,30 |
| 7       | Odile Arboles-Souchon Julie Danaux        | Francia     | 50,40   | 4       | 52,20 (102,60) | 3 (2)   | 56,70 (159,30) | 8 (7)   | 55,68 (214,98) | 5 (7)   | 62,16   | 8       | 277,14 |
| 8       | María Alcalá Azul Almazan                 | Messico     | 42,60   | 8       | 46,80 (89,40)  | 8 (8)   | 63,84 (153,24) | 4 (8)   | 45,36 (198,60) | 8 (8)   | 65,70   | 6       | 264,30 |